# Cofidis (Radsportteam)
Cofidis ist ein französisches Radsportteam im Straßenradsport. Hauptsponsor ist das französische Telekredit-Unternehmen Cofidis.

## Organisation und Geschichte

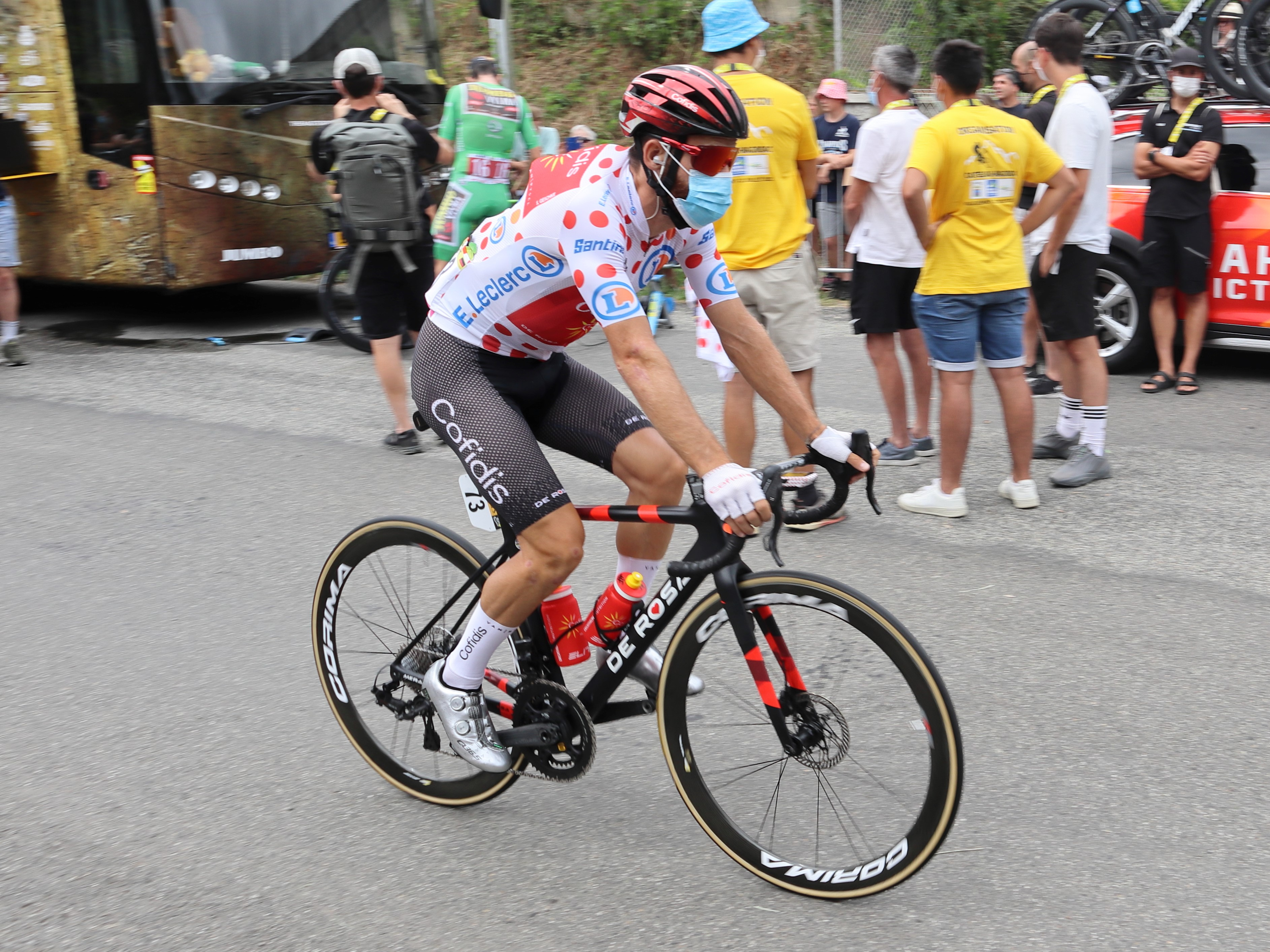
Simon Geschke im Bergtrikot bei der Tour de France 2022

Gegründet wurde das Team im Jahre 1997. Dem Gründungskader gehörten unter anderem Fahrer wie Tony Rominger und Lance Armstrong an. Armstrong bestritt aufgrund seiner Hodenkrebserkrankung, die kurz nach Vertragsunterzeichnung erkannt wurde, allerdings nie ein Rennen für Cofidis, da Cofidis sofort von dem Vertrag zurücktrat, als seine Erkrankung bekannt wurde. Nach der Umstrukturierung der Kategorien im Straßenradsport im Jahre 2005 wurde Cofidis ein UCI ProTeam (heutige Bezeichnung: UCI WorldTeam). Zur Saison 2010 trat Cofidis nur noch als UCI Professional Continental Team an. Teamchef Eric Boyer begründete diesen Schritt damit, dass es flexibel im Einsatz seiner Fahrer sein möchte; ProTeams waren jedoch verpflichtet, an allen Rennen der Rennserie UCI ProTour bzw. der Nachfolgeserie UCI WorldTour teilzunehmen. Zur Saison 2020 bewarb sich die Mannschaft um eine Lizenz als UCI WorldTeam und wurde entsprechend registriert. In der Folge verstärkte sich das Team mit dem Klassement-Fahrer Guillaume Martin und dem Top-Sprinter Elia Viviani. Im Jahr 2023 feierte Cofidis durch Victor Lafay und Ion Izagirre die ersten Etappensiege bei der Tour de France seit 2008.
Das Team ist Mitglied im Mouvement Pour un Cyclisme Crédible (kurz MPCC; deutsch: Bewegung für einen glaubwürdigen Radsport).
Bis zum Jahre 2010 gehörte zu dieser Mannschaft auch ein Bahnradsport-Team.

## Doping
Nach verdeckten Ermittlungen durchsuchte die französischen Justiz im Juli 2002 die Wohnungen von Mitarbeitern und Sportlern des Cofidis-Teams. Ein Betreuer entpuppte sich als Kopf eines Beschaffungs- und Verteilungsnetzwerkes für verbotene Substanzen. Bei Rennfahrer Marek Rutkiewicz wurden Dopingmittel gefunden, Bahnfahrer Robert Sassone legte ein Teilgeständnis ab und Philippe Gaumont erklärte als Kronzeuge, die Teamleitung hätte zumindest von der gängigen Dopingpraxis im Team gewusst. Im April 2004 wurden beim Rennfahrer Médéric Clain Wachstumshormone gefunden.
Cofidis sagte daraufhin alle Rennen ab und verabschiedete eigene Antidopingregeln. Dennoch wurden Ende Juni bei David Millar leere EPO-Ampullen bei einer Hausdurchsuchung entdeckt.
Millar wurde für zwei Jahre gesperrt; Clain entlastet. Im Januar 2007 folgte die strafrechtliche Sanktion: Millar und der Rennfahrer Massimiliano Lelli wurden freigesprochen, da ihre Vergehen wahrscheinlich nicht in Frankreich stattgefunden hatten. Das Team musste Lelli zudem eine Entschädigung wegen seiner sofortigen Entlassung zahlen. Der ehemalige Betreuer erhielt eine Gefängnisstrafe, ebenso Gaumont, Sassone, Rutkiewicz und andere Fahrer, allerdings auf Bewährung.
Diese sogenannte Cofidis-Affäre löste in Frankreich rege Diskussionen aus und führte zu einer Verschärfung der Regeln.
Auch nach dieser Affäre kam es zu weiteren Dopingfällen im Team:
Nach der 16. Etappe der Tour de France 2007 wurde bekannt, dass der Fahrer Christian Moreni nach der 11. Etappe von Marseille nach Montpellier positiv auf Testosteron getestet wurde. Daraufhin zog Cofidis sein Team sofort aus der Tour de France zurück.
Am ersten Ruhetag der Tour de France 2012 wurde das Mannschaftshotel von Cofidis polizeilich durchsucht und Rémy Di Gregorio wegen der möglichen Verwicklung in eine Dopingaffäre zur Befragung nach Marseille gebracht worden. Die Ermittlungen laufen bereits seit Mitte 2011. Zu diesem Zeitpunkt fuhr Di Gregorio für das Pro Team Astana.

## Platzierungen in UCI-Ranglisten
UCI World Ranking
| World Ranking | World Ranking | World Ranking             | World Ranking |
| Jahr          | Teamwertung   | Einzelwertung             |               |
| ------------- | ------------- | ------------------------- | ------------- |
| 2016          | —             | Nacer Bouhanni (20. )     |               |
| 2017          | —             | Nacer Bouhanni (29. )     |               |
| 2018          | —             | Hugo Hofstetter (57. )    |               |
| 2019          | 21.           | Jesús Herrada (56. )      |               |
| 2020          | 19.           | Guillaume Martin (18. )   |               |
| 2021          | 15.           | Christophe Laporte (41. ) |               |
| 2022          | 10.           | Guillaume Martin (35. )   |               |
| 2023          | 15.           | Guillaume Martin (36. )   |               |
| 2024          | 20.           | Axel Zingle (55. )        |               |
|               |               |                           |               |
| Quelle: UCI   |               |                           |               |

UCI-Weltranglisten (bis 2010)
| Saison             | Teamwertung | Fahrerwertung              |
| ------------------ | ----------- | -------------------------- |
| Weltrangliste 1997 | 22.         | Maurizio Fondriest (107.)  |
| Weltrangliste 1998 | 11.         | Francesco Casagrande (16.) |
| Weltrangliste 1999 | 16.         | Frank Vandenbroucke (3.)   |
| Weltrangliste 2000 | 15.         | Jo Planckaert (71.)        |
| Weltrangliste 2001 | 7.          | David Millar (16.)         |
| Weltrangliste 2002 | 8.          | Jo Planckaert (30.)        |
| Weltrangliste 2003 | 7.          | David Millar (20.)         |
| Weltrangliste 2004 | 10.         | Stuart O’Grady (8.)        |
| UCI ProTour 2005   | 11.         | David Moncoutié (30.)      |
| UCI ProTour 2006   | 12.         | Cristian Moreni (30.)      |
| UCI ProTour 2007   | 12.         | Maxime Monfort (72.)       |
| UCI ProTour 2008   | 16.         | Nick Nuyens (31.)          |
| Weltkalender 2009  | 20.         | Rein Taaramäe (49.)        |
| Weltkalender 2010  | 20.         | Rein Taaramäe (44.)        |

UCI Africa Tour
| Saison    | Teamwertung | Fahrerwertung         |
| --------- | ----------- | --------------------- |
| 2010      | 4.          | Samuel Dumoulin (24.) |
| 2011–2012 | -           | -                     |
| 2013      | 11.         | Adrien Petit (54.)    |
| 2014      | 13.         | Egoitz García (29.)   |
| 2015–2018 | -           | -                     |

UCI America Tour
| Saison    | Teamwertung | Fahrerwertung        |
| --------- | ----------- | -------------------- |
| 2010–2014 | -           | -                    |
| 2015      | 29.         | Anthony Turgis (77.) |
| 2016–2018 | -           | -                    |

UCI Asia Tour
| Saison    | Teamwertung | Fahrerwertung         |
| --------- | ----------- | --------------------- |
| 2010–2014 | -           | -                     |
| 2015      | 57.         | Nacer Bouhanni (186.) |
| 2016      | 80.         | Nacer Bouhanni (384.) |
| 2017      | -           | -                     |
| 2018      | 29.         | Jesús Herrada (72.)   |

UCI Europe Tour
| Saison | Teamwertung | Fahrerwertung        |
| ------ | ----------- | -------------------- |
| 2010   | 4.          | Jens Keukeleire (7.) |
| 2011   | 5.          | Tony Gallopin (14.)  |
| 2012   | 7.          | Samuel Dumoulin (7.) |
| 2013   | 11.         | Adrien Petit (60.)   |
| 2014   | 3.          | Julien Simon (7.)    |
| 2015   | 2.          | Nacer Bouhanni (1.)  |
| 2016   | 3.          | Nacer Bouhanni (8.)  |
| 2017   | 2.          | Nacer Bouhanni (1.)  |
| 2018   | 2.          | Hugo Hofstetter (1.) |

UCI Oceania Tour
| Saison    | Teamwertung | Fahrerwertung            |
| --------- | ----------- | ------------------------ |
| 2005      | 9.          | Christopher Sutton (10.) |
| 2010–2018 | -           | -                        |

## Mannschaft 2025
| Teamkader 2025                             | Teamkader 2025     | Teamkader 2025         | Teamkader 2025                     |
| Name                                       | Geburtsdatum       | Land                   | Vorheriges Team                    |
| ------------------------------------------ | ------------------ | ---------------------- | ---------------------------------- |
| Piet Allegaert                             | 20. Januar 1995    | Belgien                | Sport Vlaanderen-Baloise (2019)    |
| Stanisław Aniołkowski                      | 20. Januar 1997    | Polen                  | Human Powered Health (2023)        |
| Alex Aranburu                              | 19. September 1995 | Spanien                | Movistar Team (2024)               |
| Emanuel Buchmann                           | 18. November 1992  | Deutschland            | Red Bull-Bora-Hansgrohe (2024)     |
| Simon Carr                                 | 29. August 1998    | Vereinigtes Königreich | EF Education-EasyPost (2024)       |
| Bryan Coquard                              | 25. April 1992     | Frankreich             | B&B Hotels p/b KTM (2021)          |
| Aimé De Gendt                              | 17. Juni 1994      | Belgien                | Intermarché-Circus-Wanty (2023)    |
| Nicolas Debeaumarché                       | 24. Februar 1998   | Frankreich             | Saint Michel-Mavic-Auber 93 (2023) |
| Valentin Ferron                            | 8. Februar 1998    | Frankreich             | TotalEnergies (2024)               |
| Eddy Finé (1. Jan.–27. Jun.)               | 20. November 1997  | Frankreich             | VC Villefranche Beaujolais (2019)  |
| Milan Fretin                               | 19. März 2001      | Belgien                | Team Flanders-Baloise (2023)       |
| Jesús Herrada                              | 26. Juli 1990      | Spanien                | Movistar Team (2017)               |
| Ion Izagirre                               | 4. Februar 1989    | Spanien                | Astana-Premier Tech (2021)         |
| Clément Izquierdo                          | 16. Februar 2002   | Frankreich             | AVC Aix-en-Provence (2024)         |
| Oliver Knight                              | 25. Januar 2001    | Vereinigtes Königreich | AVC Aix-en-Provence (2023)         |
| Jonathan Lastra                            | 3. Juni 1993       | Spanien                | Caja Rural-Seguros RGA (2022)      |
| Jan Maas                                   | 19. Februar 1996   | Niederlande            | Team Jayco AlUla (2024)            |
| Nolann Mahoudo                             | 17. November 2002  | Frankreich             | CIC U Nantes Atlantique (2023)     |
| Sam Maisonobe                              | 8. September 2003  | Frankreich             | Vendée U Pays de la Loire (2024)   |
| Sylvain Moniquet                           | 14. Januar 1998    | Belgien                | Lotto Dstny (2024)                 |
| Stefano Oldani                             | 10. Januar 1998    | Italien                | Alpecin-Deceuninck (2023)          |
| Paul Ourselin                              | 13. April 1994     | Frankreich             | TotalEnergies (2024)               |
| Anthony Perez                              | 22. April 1991     | Frankreich             | AVC Aix-en-Provence (2015)         |
| Alexis Renard                              | 1. Juni 1999       | Frankreich             | Israel Start-Up Nation (2021)      |
| Ludovic Robeet                             | 22. Mai 1994       | Belgien                | Bingoal WB (2023)                  |
| Sergio Samitier                            | 31. August 1995    | Spanien                | Movistar Team (2024)               |
| Dylan Teuns                                | 1. März 1992       | Belgien                | Israel-Premier Tech (2024)         |
| Benjamin Thomas                            | 12. September 1995 | Frankreich             | Groupama-FDJ (2021)                |
| Hugo Toumire                               | 5. Oktober 2001    | Frankreich             | VC Rouen 76 (2021)                 |
| Damien Touzé                               | 7. Juli 1996       | Frankreich             | Decathlon-AG2R La Mondiale (2024)  |
| Léandre Huck (1. Aug.–31. Dez., Stagiaire) | 30. Juli 2000      | Frankreich             |                                    |
|                                            |                    |                        |                                    |
| Quelle: ProCyclingStats                    |                    |                        |                                    |

## Bahnrad-Team

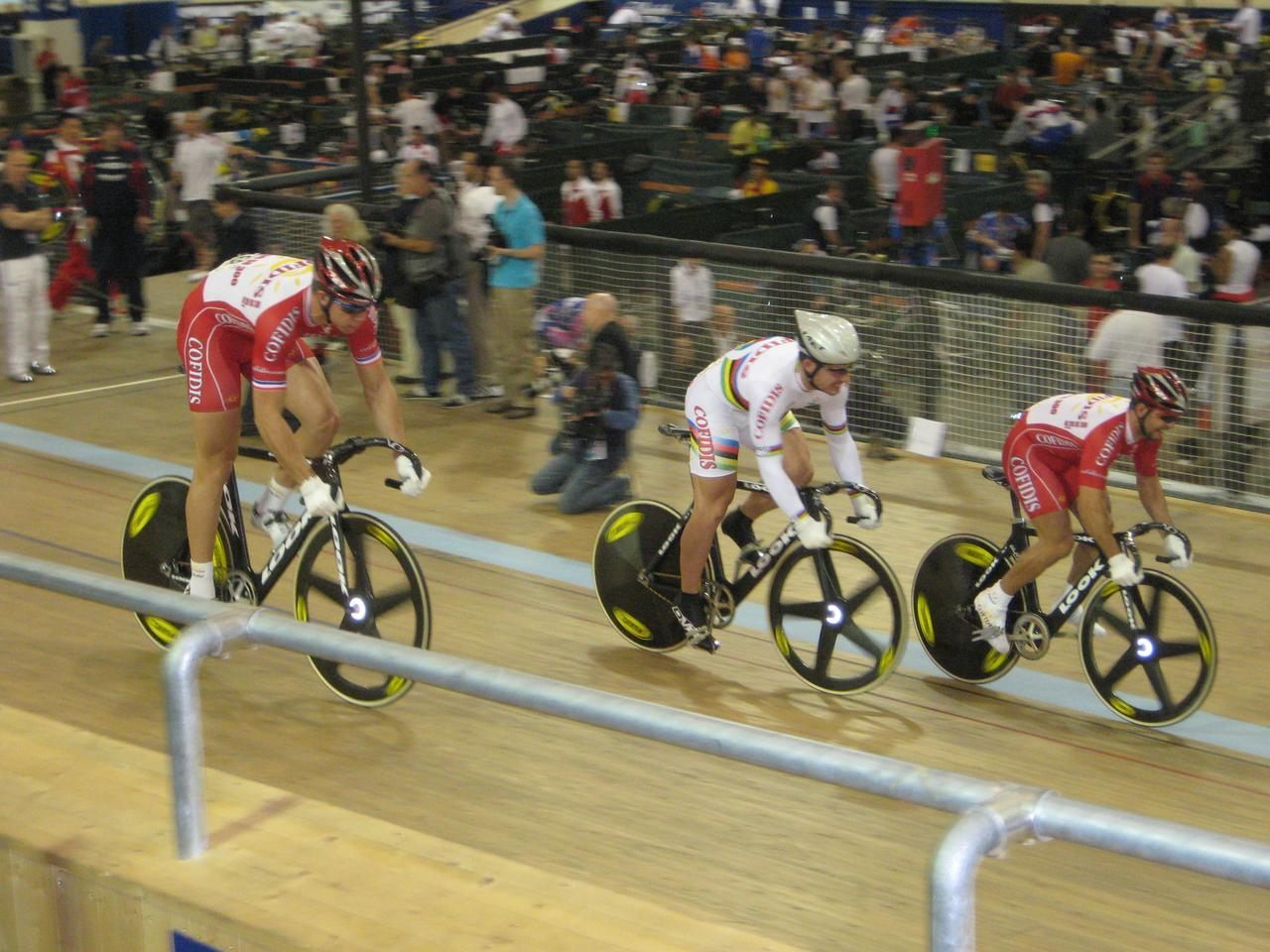
Das Cofidis-Sprint-Team beim Bahnrad-Weltcup 2007/2008 in Los Angeles

Die Fahrer des UCI Track Teams Cofidis waren ausnahmslos Spezialisten für die Kurzzeitdisziplinen auf der
Bahn. Sportlicher Leiter war der mehrfache Weltmeister und Olympiasieger Arnaud Tournant. Der Vertrag des mehrfachen
Weltmeisters Mickaël Bourgain, der zweimal mit Tournant Weltmeister im Teamsprint geworden war, wurde 2009 nach zehnjähriger
Zugehörigkeit zum Team nicht verlängert. Die Neuzugänge zum Team zum Jahr 2010, Mulder und Levy, waren die ersten Nicht-Franzosen, die für
das Bahnrad-Team von Cofidis verpflichtet wurden. Zum Ende des Jahres 2010 wurde das Bahnrad-Team aufgelöst.
Mannschaft 2010
| Name             | Geburtstag        | Nationalität |
| ---------------- | ----------------- | ------------ |
| Quentin Lafargue | 17. November 1990 | Frankreich   |
| Maximilian Levy  | 26. Juni 1987     | Deutschland  |
| Teun Mulder      | 18. Juni 1981     | Niederlande  |
| François Pervis  | 16. Oktober 1984  | Frankreich   |
| Kévin Sireau     | 18. April 1987    | Frankreich   |